# Battaglia demografica

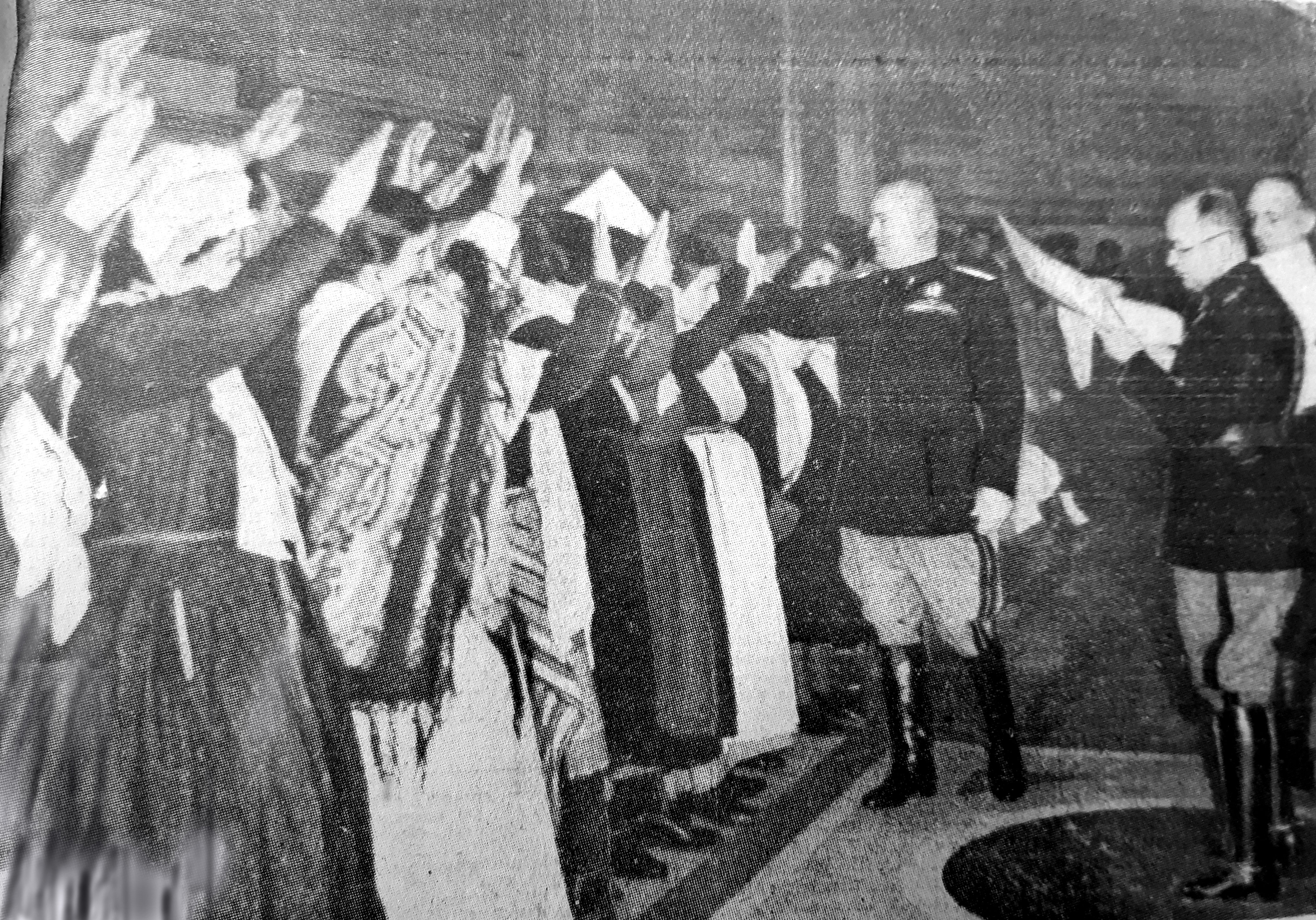
Le madri prolifiche vengono ricevute a Palazzo Venezia da Mussolini e premiate, nel quadro della campagna demografica del fascismo nel dicembre 1938

La battaglia demografica (all'epoca anche conosciuta come battaglia per la difesa e lo sviluppo della razza ed espressioni simili, da non confondere con l'analoga espressione della politica razziale fascista che sarebbe stata attuata successivamente nella seconda metà degli anni '30) è stata una delle "battaglie economiche"  del regime fascista di Mussolini, iniziata insieme ad esse a metà anni '20. Tale espressione è stata usata all'estero anche per definire le analoghe politiche della Germania nazista.
La "battaglia" fu iniziata nel 1927, con il regime che introdusse diverse misure volte a sostenere l'aumento delle nascite nel paese: furono offerti prestiti alle coppie sposate, esenzioni fiscali totali a coppie con più di 6 figli, reclutamento nel servizio civile preferenziale per i maschi sposati e una pesante tassazione sul celibato.  Si introdussero inoltre premi di natalità, e cerimonie nuziali di massa. Furono anche vietati diversi lavori alle donne, per spingerle a dedicarsi di più alla vita domestica e alla maternità (ad esempio, il R.D. 2480/1926 escludeva le donne da diversi ruoli di insegnamento nelle scuole superiori). L'obiettivo prefissato era quello di portare la popolazione totale da 40 milioni a 60 milioni per l'anno 1950, anche contando su una diminuzione degli espatri e su un aumento dei rimpatri (in parte realizzato durante gli anni '30).

## Contesto storico
La questione dell'aumento della natalità iniziò a suscitare un vivace dibattito dalla seconda metà degli anni '20. Il regime fascista aveva una visione concorde con il Vaticano sulla questione dell'aborto e dell'uso dei contraccettivi (che furono presto banditi), ritenendo che la donna dovesse assumere principalmente il ruolo di madre e attiva procreatrice di nuova progenie, il tutto inserito nel contesto di una campagna volta a favorire la ruralizzazione e a bloccare il naturale fenomeno dell'inurbamento, ritenuto all'epoca causa di decadenza della civiltà occidentale.

## Descrizione

### L'assistenza alla maternità
Il primo ente per l'assistenza alla maternità del regime fascista fu l'Opera nazionale per la protezione della maternità e dell'infanzia (ONMI), istituita nel 1925. L'ONMI si occupava di promuovere e coordinare iniziative sociali e sanitarie, con un'attenzione particolare all'assistenza delle madri in difficoltà, dei bambini abbandonati e delle donne che, pur non sposate, decidevano di riconoscere e allattare i propri figli. L'allattamento materno era infatti considerato essenziale per ridurre la mortalità infantile. L'ONMI si impegnava inoltre nell'istituzione di refettori e mense negli asili infantili e si faceva carico delle spese mediche e di ricovero per le donne bisognose. L'ente, oltre a un forte contributo del volontariato, aveva anche il compito di formare personale specializzato nell'assistenza ai neonati e ai bambini. L'ONMI però non sostituiva le istituzioni locali già esistenti, ma ne affiancava l'operato con un'attività di vigilanza. Oltre alla funzione assistenziale, infatti, l'ONMI aveva il dovere di monitorare le strutture e gli individui coinvolti, assicurandosi che operassero in conformità con le direttive del regime segnalando eventuali irregolarità. Solo con la riforma del 1933 l'ente venne integrato nelle amministrazioni locali, strutturando in modo più organico la propria azione.
Durante il periodo fascista furono introdotte diverse misure per sostenere le madri lavoratrici. Il congedo di maternità e la cassa di maternità esistevano già prima dell'ascesa di Mussolini, ma nel 1929 il regime estese la copertura alle lavoratrici del commercio e prolungò il periodo di congedo obbligatorio a un mese prima e uno dopo il parto. Inoltre, garantì il posto di lavoro alle donne incinte e introdusse la possibilità di estendere il congedo fino a tre mesi in caso di complicazioni puerperali. Le aziende furono obbligate a concedere pause per l'allattamento e, se di grandi dimensioni, a predisporre locali dedicati. Nel 1934 la legislazione fu ampliata includendo tutte le lavoratrici dipendenti, con l'eccezione delle domestiche, delle dipendenti pubbliche e delle lavoratrici agricole. Il congedo post-parto fu esteso a sei settimane e l'indennità per la nascita di un bambino vivo aumentò a 300 lire. Nel 1936 fu introdotta un'assicurazione di maternità per alcune categorie di lavoratrici agricole, ma con indennità inferiori e senza congedo di maternità o disoccupazione. Nel 1939, infine, i pagamenti per la nascita furono strutturati in modo da aumentare progressivamente con il numero di figli. A differenza dei moderni sistemi di welfare, i fondi per l'assistenza materna provenivano direttamente dai contributi delle stesse lavoratrici.

### Le limitazioni alla libertà individuale delle donne
Il regime promuoveva l'ideale della madre casalinga, ma non poteva eliminare completamente il lavoro femminile senza causare problemi economici alle famiglie e alle aziende, che dipendevano dalla manodopera femminile a basso costo. Per questo motivo, il lavoro delle donne fu tollerato. Giuseppe Bottai, ministro delle corporazioni e presidente dell'Istituto nazionale fascista della previdenza sociale (INFPS), nel 1933 riconobbe la necessità del lavoro femminile e sottolineò l'importanza dell'assistenza prenatale per ridurre gli aborti spontanei e mortalità infantile. Tuttavia, il regime attuò progressivamente misure restrittive: dal 1923 le donne furono escluse da alcuni impieghi statali, come l'insegnamento nelle scuole secondarie, e nel 1938 venne imposto un limite del 10% di lavoratrici negli uffici pubblici e privati, sostenendo che le donne venissero distratte dalla loro funzione principale di assistenza familiare contribuendo ad aumentare la disoccupazione maschile. Nonostante queste restrizioni, il censimento del 1936 mostrò che un terzo delle donne italiane sopra i 10 anni contribuiva all'economia, lavorando principalmente in agricoltura (46%) e nell'industria (26%). Inoltre, un'indagine del 1938 tra le adolescenti romane rivelò che poche aspiravano a fare la casalinga o ad avere famiglie numerose. Il regime adottò provvedimenti repressivi come il divieto all'aborto e di diffusione di informazioni sui metodi contraccettivi, sanciti dal decreto del 1926 e confermato nel codice penale del 1930, limitando così la libertà individuale delle donne.

### Il contrasto al celibato
Nel 1927 venne introdotta la tassa sul celibato: i celibi tra i 25 e i 65 anni erano costretti pagare un contributo basato sull'età e sul reddito, con importi variabili: 35 lire per i 25-35enni, 50 lire per i 35-50enni e 25 lire per gli over 50. Erano esenti alcune categorie, tra cui sacerdoti, invalidi di guerra e ufficiali. I proventi finanziavano l’'ONMI, seguendo l'idea che chi non aveva figli dovesse contribuire al sostegno delle famiglie. La tassa fu aumentata nel 1928, 1934 e 1936, anno in cui venne estesa ad alcuni militari e alle colonie italiane. Il provvedimento aveva una forte connotazione ideologica: il celibe era visto come un traditore della patria, simbolo di individualismo ed edonismo borghese. Oltre a dover pagare la tassa sul celibato, i celibi furono soggetti a discriminazioni anche nell’ambito lavorativo. Con i provvedimenti del 1929, il loro stato civile non garantiva alcun trattamento di favore nell’impiego pubblico. Al contrario, nelle assunzioni e nelle promozioni veniva data priorità ai candidati sposati e con figli.

### I premi di fecondità e nuzialità
La legge del 1928 concedeva esenzioni fiscali ai lavoratori statali con almeno 7 figli e ai non statali con almeno 10 figli, ma solo una piccola percentuale riuscì a beneficiarne a causa della breve durata dei requisiti. Dal 1933 il regime introdusse premi di fecondità e nuzialità, distribuiti durante la Giornata della madre e del fanciullo per incentivare la natalità. I premi di matrimonio variavano tra 1.500 e 5.000 lire, mentre quelli di fecondità tra 400 e 9.000 lire, con importi maggiori per le nascite multiple. Tuttavia, nessun premio veniva assegnato per bambini nati morti. Nel 1933 furono erogati 2.900.000 lire per la fecondità e 4.200.000 per la nuzialità. Dal 1932 furono introdotte agevolazioni sui viaggi di nozze, e nel 1934, per ridurre la disoccupazione, il regime limitò la settimana lavorativa a 40 ore. Per compensare la riduzione dei salari, fu creata la Cassa nazionale per assegni familiari agli operai dell’industria, finanziata con un contributo dell’1% dai lavoratori e dai datori di lavoro, destinata a chi aveva figli minori di 14 anni, rappresentando le prime misure in assoluto relativamente agli assegni familiari.
Nel 1937 fu istituita l'Unione fascista famiglie numerose (UFFN), che riuniva famiglie con almeno sette figli viventi e benefattori con contributi di 10.000-20.000 lire. Il suo scopo era promuovere la politica demografica e garantire agevolazioni alle famiglie numerose. Tra le nuove misure vi furono i prestiti matrimoniali, gestiti dalle amministrazioni provinciali e coordinati dall'INFPS, andavano da 1.000 a 3.000 lire e venivano concessi a coppie con meno di 26 anni e redditi inferiori a 12.000 lire annue. Il rimborso partiva sei mesi dopo il matrimonio, ma veniva posticipato o ridotto con la nascita di figli: il 10% per il primo, 20-30-40% per il secondo, terzo e quarto, fino alla cancellazione totale con quattro figli entro sei anni e mezzo. Nel 1937 furono anche raddoppiate le riduzioni fiscali per le famiglie numerose e introdotto il congedo matrimoniale di 15 giorni per impiegati pubblici e privati. Nel 1939 fu istituita la Giornata Demografica, celebrata il 3 marzo, in cui l'UFFN premiava genitori di famiglie numerose con una medaglia d’onore.

## Sviluppi successivi e risultati

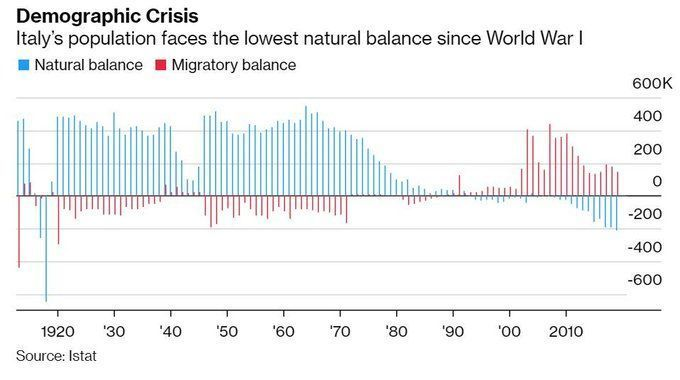
Bilancio migratorio e demografico dell'Italia (1913-2019), fonte ISTAT. Si nota il totale fallimento delle politiche fasciste nel non riuscire a migliorare la tendenza di aumento del bilancio naturale di circa 400.000 abitanti annuali in più.

A differenza delle altre battaglie economiche del regime fascista (come quella del grano e quella per la Lira) considerate come successi parziali, la battaglia per l'incremento della natalità viene considerata un totale fallimento. Al 1950 la popolazione italiana si attestava a 47.5 milioni di abitanti. Il tasso di natalità continuò a diminuire fino al 1936, per poi ricominciare lentamente a crescere: dal 14,7% del 1911 si passò all'11,2% del 1936. In generale, il saldo naturale dell'Italia rimase positivo di circa 400.000 unità in più annuali, come lo era già prima dell'avvento del fascismo.
Denatalità e allungamento medio della vita proseguirono nel dopoguerra determinando un progressivo invecchiamento della popolazione, con la sola eccezione dell'impennata di nascite negli anni del cosiddetto "baby boom" dell'Italia che va dal 1946 al 1964. Dal 1976, il calo delle nascite proseguì portando il Paese sotto il tasso di rimpiazzo di popolazione, con le nascite che non compensano le morti. Finché si arriva negli anni 1980 alla fase di crescita zero, compensata negli anni 2000 solo dall'effetto immigrazione.

### Dati statistici
Questi sono alcuni dati demografici di esempio, come risultano dal 'bollettino demografico'/'Stato civile' della città di Torino, forniti quotidianamente dal quotidiano La Stampa:
- 4 aprile 1885 - 23 nascite[18]
- 1926: 1.134.616 nascite e 680.074 morti;[1]
- 1927: 1.121.072 nascite (-13.544) e 631.897 (-48.117) morti;[1]
- 22 febbraio 1928 - 22 nascite e 29 morti;[19]
- 8 marzo 1929 - 21 nascite e 46 morti;[20]
- 25 febbraio 1935 - 16 nascite e 33 morti;[21]
- 10 febbraio 1938 - 24 nascite ("nati vivi") e 30 morti;[22]
- 25 febbraio 1939 - 32 nascite ("nati vivi") e 28 morti;[23]
- 9 aprile 1940 - 25 nascite ("nati vivi") e 38 morti;[24]

### Riferimenti normativi
- Legge 10 dicembre 1925, n. 2277, in materia di "Protezione e assistenza della maternità e dell'infanzia"
- Legge 6 giugno 1929, n. 1024, in materia di "Provvedimenti a favore dell'incremento demografico"
- Decreto-legge 1937 agosto 21, n. 1542, in materia di "Provvedimenti per l'incremento demografico della Nazione"